# Phantasm: Ravager
Phantasm: Ravager (conosciuto anche come Phantasm V: Ravager, Phantasm: RaVager, o solamente Phantasm V) è un film del 2016, diretto da David Hartman. Il film è il quarto e ultimo sequel di Fantasmi, ed è l'ultimo film dell'attore Angus Scrimm, al quale è dedicato.

## Trama
Reggie si ritrova a vagare nel deserto, dopo essere tornato dagli eventi del 4º capitolo della saga. A Reggie viene affidato un passaggio da un automobilista che sembra guidare proprio la sua Plymouth Barracuda, il quale poi, caccia fuori il ladro dalla sua auto. Ma improvvisamente sfrecciano due sfere assassine: la prima uccide l'automobilista che ha rubato l'auto, mentre l'altra insegue Reggie. Mentre respinge le sfere, Reggie si risveglia improvvisamente in ospedale, molto anziano, su una sedia a rotelle. E soffre di demenza. Insieme a Mike discute delle questioni di realtà relative alle sue condizioni. In un mondo apparentemente onirico, Reggie incontra una donna di nome Dawn che lo scambia per un amico. La sua auto non funziona, così le offre un passaggio. Dawn per ricambiare la cortesia gli offre ospitalità nella sua baita, e gli racconta di essere rimasta sola in quella abitazione dopo la dipartita dei suoi genitori, ma con un bracciante bulgaro che lavora per lei di nome Demetra.  Reggie le racconta i suoi rapporti con L'Uomo Alto nel corso degli anni e lei resta stupita dalla sua storia. Reggie prova a corteggiare la sua solita donna, ma questi viene gentilmente respinto. Più tardi, l'uomo alto si presenta accompagnato dalle sue sfere. Reggie sogna di essere di nuovo in un ospedale, ma sembra essere del 1860. Jebediah Morningside, il becchino/scienziato posseduto dall'Uomo Alto, giace nel letto accanto a lui. Jebediah gli spiega di essere vicino alla morte e di aver perso molti amici. Tuttavia, il suo comportamento si sposta improvvisamente all'uomo alto e Reggie vede la signora in viola essere fisicamente unito a lui e lo avvertono di non avere più via di scampo.
Il mattino seguente, Reggie cerca la donna che l'ha risollevato, Dawn, ma scopre che è stata uccisa dalle sfere assassine. Reggie si arma con un fucile. Le sfere volanti lo spingono a rifugiarsi un fienile vicino. Un uomo che brandisce un'ascia lo affronta e si scopre essere Demetra. Una sfera uccide un cavallo mentre l'altra riesce ad entrare nel fienile, uccidendo Demetra, prima che Reggie la combatta. Reggie parla nuovamente in ospedale con Mike, il quale gli racconta di uno nuova minaccia incombente. Nel suo sogno, Reggie attraversa i boschi. Lungo un percorso, incontra una gigantesca sfera che si libra nel cielo e Reggie si trova di nuovo in ospedale, e alterna l'altro mondo sia nel suo sogno che nel tempo presente. L'Uomo Alto appare e pontifica come le loro strade si siano incrociate nel tempo. Nel 1978 (erroneamente dichiarato 1979) Reggie partecipo a un funerale nel Mortuario di Morningside, e da quel giorno la sua vita si trasformò in un incubo. L'Uomo Alto si offre di restituire la famiglia a Reggie soltanto se smette di immischiarsi nei suoi affari.
Reggie è poi visto in una camera mortuaria, prima in lotta con i nani e poi la signora in viola appare. Ella viene sparata da Reggie e apparentemente uccisa. Proseguendo, Reggie entra in una grande grotta, sparando a un nano e il posto trema. L'Uomo Alto gli chiede se ha considerato la sua offerta, ma quando Reggie si vendica L'Uomo Alto gli ricorda di nuovo che le sue possibilità si stanno esaurendo. Reggie rivuole indietro i suoi amici Jody e Mike, ma L'Uomo Alto riconosce la sua "lealtà" verso i suoi amici come una stupidaggine. In un'altra sequenza di sogni che alterna col mondo dell'incubo, Reggie è legato a una barella mentre compaiono delle persone armate e mascherate. Uno si chiama Chunk e l'altro si rivela essere la persona che Reggie conosceva come Dawn nonostante la sua morte, ma lei dice di chiamarsi in realtà Jane e pensa che Reggie sia delirante. Lei comunica via radio con le persone. Reggie non riesce a convincerla che si conoscono, ma lei invece ottiene la sua attenzione medica. Altri nani e becchini arrivano e attaccano, ma Chunk lo salva e gli dà un'arma. Dawn e Chunk portano Reggie dai membri del loro gruppo che stava combattendo L'Uomo Alto. Mike si è riunito con Reggie e fuggono dall'ospedale. Mike dice a Reggie di essere stato "sul ghiaccio" per un decennio, rendendolo 1998, e che la terra ora appartiene all'Uomo Alto.
Nel mondo del sogno, Reggie vaga per i corridoi dell'ospedale, ma un'infermiera gli ordina di ritornare nella sua stanza. Nel mondo dell'incubo, un nemico l'ha afferrato. Una sfera acuminata allora uccide una delle persone che aiutava Reggie. Mike visita Reggie in ospedale e gli dice che il suo sogno lo orienta. Mike rivela di aver fatto anch'egli un sogno dove era in un deserto, a cercare Reggie. È venuto fuori che Mike ha ancora il suo legame con L'Uomo Alto anche dopo che la sua sfera cranica è stata rimossa. Mike spiega come ora L'Uomo Alto abbia scatenato una piaga che ha causato un'apocalisse mondiale sulla società. Jane viene catturata dall'Uomo Alto, cosicché Chunk, Mike e Reggie viaggiano attraverso un bivio di dimensioni nel suo mondo. Sul Pianeta Rosso affrontano L'Uomo Alto e i suoi tirapiedi ma Jane viene uccisa. Chunk, fingendo di essere un nano al fianco dell'Uomo Alto, si fa esplodere per distruggerlo. Tornato in ospedale, Reggie combatte contro i becchini al fianco di Mike. Jody si presenta nella Plymouth Barracuda con le mitragliatrici a bordo, per raccoglierli. Dopo aver guidato per un po', decidono di dirigersi verso nord, mentre L'Uomo Alto viene respinto dal freddo. Nel mondo dei sogni, Reggie sembra morire con Mike e Jody al suo capezzale e il film finisce.
In una scena post-credit Chunk appare attraverso un bivio di dimensioni lungo una strada deserta, senza una mano, e si incontra con Rocky. Chunk flirta con lei, chiedendo se "ha una possibilità." Rocky prende in giro dicendo "non ci sono altri ragazzi in giro", ma poi la banda si ferma nella Plymouth Barracuda e si uniscono a loro. Alcune sfere giganti vengono viste nel cielo che incombe le città in rovina, indicando che la guerra con L'Uomo Alto è ancora in atto.

## Distribuzione
Il film venne proposto al pubblico per la prima volta il 25 settembre 2016 all'Austin Fantastic Fest, successivamente dal 4 ottobre 2016 fu distribuito come video on demand.
È stato distribuito e doppiato in Italia nel 2019 da Midnight Factory per il mercato home video (Bluray e DVD) in un cofanetto contenente tutti i cinque film della serie.